# Ancistrus salgadae
Az Ancistrus salgadae a sugarasúszójú halak (Actinopterygii) osztályának harcsaalakúak (Siluriformes) rendjébe, ezen belül a tepsifejűharcsa-félék (Loricariidae) családjába tartozó faj.

## Előfordulása
Az Ancistrus salgadae Dél-Amerikában fordul elő. Az elterjedési területe kizárólag a brazíliai Jaguaribe folyómedencére korlátozódik. Brazília egyik endemikus hala.

## Megjelenése
Ez a tepsifejűharcsafaj legfeljebb 2 centiméter hosszú. Az egyik legkisebb méretű Ancistrus-faj.

## Életmódja
A trópusi édesvizeket kedveli. Az Ancistrus salgadae, mint a többi algaevő harcsafaj, a víz fenekén él és keresi meg a táplálékát.